# Фернандо Сантос
Фернандо Мануел Фернандес да Коста Сантос (порт. Fernando Manuel Fernandes da Costa Santos; 10. октобар 1954, Лисабон) јесте португалски фудбалски тренер и бивши играч, који је тренутно селектор репрезентације Пољске.
Дана 4. фебруара 2010. Фернандо Сантос је изабран за најбољег тренера деценије у грчком првенству на 50. годишњицу прославе фудбала у Грчкој. Некадашњи је тренер Панатинаикоса, АЕК−а из Атине и солунског ПАОК-а. У домовини је водио Есторил, Естрељу Амадору и три највећа и најпопуларнија клуба Порто, Спортинг Лисабон и Бенфику.
Био је четири године селектор фудбалске репрезентације Грчке и предводио репрезентацију на два велика такмичења.
На Европском првенству 2016. остварио је највећи успех са репрезентацијом Португалије, освојили су златну медаљу, победивши у финалу домаћина Француску са 1:0.

## Трофеји (као тренер)

### Порто
- Првенство Португалије (1) : 1998/99.
- Куп Португалије (2) : 1999/00, 2000/01.
- Суперкуп Португалије (2) : 1998, 1999.

### АЕК Атина
- Куп Грчке (1) : 2001/02.

### Репрезентација Португалије
- Европско првенство (1) : 2016.
- Лига нација (1) : 2018/19.
- Куп конфедерација : треће место 2017.

### Индивидуална признања
- Најбољи тренер Суперлиге Грчке (4) : 2001/02, 2004/05, 2008/09, 2009/10.
- Најбољи тренер деценије Суперлиге Грчке (1) : 2000—2010.
- Најбољи тренер у грчком спорту (2) : 2011, 2013.
- Тренер године у Европи – награда Алф Рамзи (1) : 2016.
- Најбољи тренер у избору Међународне федерације за фудбалску историју и статистику (2) : 2016, 2019.
- Тренер године у избору ФИФА : треће место 2016.
- Најбољи тренер Португала у мушкој конкуренцији – награда Златни глобус (1) : 2017.
- Тренер године у избору ФС Португала (1) : 2019.